# Моралес, Педро (рестлер)
Пе́дро Антонио Мора́лес (исп. Pedro Antonio Morales, 22 октября 1942, Кулебра — 12 февраля 2019, Перт-Амбой, Нью-Джерси) — пуэрто-риканский рестлер. Он наиболее известен по выступлениям в США в Worldwide Wrestling Associates (WWA) и World Wide Wrestling Federation (WWWF).
Дебютировав в 1959 году, Моралес первоначально стал известен в WWA в 1960-х годах, где он владел титулами чемпиона мира в тяжелом весе и чемпиона мира среди команд. В 1970 году он перешел в WWWF, где выиграл титул чемпиона мира в тяжелом весе и титул чемпиона Соединенных Штатов в тяжёлом весе. В 1980-х годах, во время второй части карьеры в World Wrestling Federation (WWF), он выиграл титул интерконтинентального чемпиона WWF в тяжелом весе и командное чемпионство WWF, став первым чемпионом Тройной короны. Он ушел из рестлинга в 1987 году.
Будучи популярным чемпионом, Моралес был особенно привлекателен для своих родных пуэрториканцев и более широкой латиноамериканской аудитории. Первый латиноамериканец, ставший чемпионом мира в тяжелом весе, его общий срок в качестве чемпиона WWWF в тяжелом весе остается одним из самых продолжительных в истории. Ему также принадлежит рекорд по количеству дней в качестве интерконтинентального чемпиона. В 1995 году он был введен в Зал славы WWF, в 2015 году — в Зал славы и музей рестлинга, а в 2017 году — в Зал славы Wrestling Observer Newsletter.

## Титулы и достижения
- 50th State Big Time Wrestling
  - Чемпион Гавайев NWA в тяжелом весе (1 раз)[2]
  - Командный чемпион Гавайев NWA (3 раза) — с Бинг Ки Ли (1) и Эдом Фрэнсисом (2)[2]
- American Wrestling Alliance
  - Командный чемпион мира AWA Сан-Франциско (2 раза) — с Пеппером Гомесом[3]
- Big Time Wrestling (Сан-Франциско)
  - Командный чемпион мира NWA (Сан-Франциско) (3 раза) — с Пеппером Гомесом (2 раза) и Патом Паттерсоном (1 раз)[2]
- Cauliflower Alley Club
  - Другие лауреаты (1994)[4]
- Championship Wrestling from Florida
  - Командный чемпион Флориды NWA (1 раз) — с Рокки Джонсоном[2]
  - Телевизионный чемпион Флориды NWA (1 раз)[2]
  - Южный чемпион NWA в тяжёлом весе (Флорида) (1 раз)[2]
  - Североамериканский чемпион NWA в тяжелом весе (Гавайи) (3 раза)[2]
- Professional Wrestling Hall of Fame and Museum
  - Включен в 2015[5]
- Pro Wrestling Illustrated
  - Рестлер года (1972)[6]
- Worldwide Wrestling Associates
  - Чемпион мира WWA в тяжёлом весе (2 раза)[2]
  - Командный чемпион мира WWA (4 раза) — с Луисом Эрнандесом (1), Марком Левином (1), Рики Ромеро (1) и Виктором Риверой (1)[2]
- World Wrestling Council
  - Чемпион Северной Америки WWC в тяжелом весе (2 раза)[2]
  - Командный чемпион мира WWC (1 раз) — с Карлосом Колоном-старшим[2]
- World Wide Wrestling Federation/World Wrestling Federation
  - Интерконтинентальный чемпион WWF в тяжёлом весе (2 раза)[2]
  - Командный чемпион WWF (1 раз) — с Бобом Бэклундом[2]
  - Чемпион Соединённых Штатов WWWF в тяжёлом весе (1 раз)[2]
  - Чемпион WWWF в тяжёлом весе (1 раз)[2]
  - Первый чемпион Тройной короны[2]
  - Зал славы WWF (1995)[7]
- Wrestling Observer Newsletter
  - Самый переоцененный (1981,1982)
  - Зал славы Wrestling Observer Newsletter (2017)[8]